# تپه شمالی گمشتر علیا
تپه شمالی گمشتر علیا مربوط به دوران پیش از تاریخ ایران باستان تا دوران‌های تاریخی پس از اسلام است و در شهرستان جوانرود، بخش روانسر، روستای گمشتر علیا واقع شده و این اثر در تاریخ ۲۳ شهریور ۱۳۸۲ با شمارهٔ ثبت ۱۰۱۶۴ به‌عنوان یکی از آثار ملی ایران به ثبت رسیده است.